# Ковшаров, Иван Михайлович
Иван Михайлович Ковшаров (26 июля 1878, Одесса — 13 августа 1922, Петроград) — российский юрист, адвокат, юрисконсульт Александро-Невской лавры.  Расстрелян по приговору Петроградского ревтрибунала 13 августа 1922. Причислен к лику святых Русской Православной церкви в 1992 году.

## Юридическая деятельность
Родился в 1878 году в Одессе в семье мещанина. Михаила Ивановича Ковшарова; дед  его, Иван Иванович Ковшаров, был наиболее значительным одесским иконописцем и художником по интерьерам 2-й трети XIX века, среди его работ — роспись одесского Преображенского кафедрального собора и дворца М. С. Воронцова.
Во время учёбы на юридическом факультете Новороссийского (Одесского) университета он изучал церковное право у Александра Ивановича Алмазова, а римское право у Михаила Яковлевича Пергамента. Последнего за ораторское искусство называли одесским златоустом. Возможно, его личность повлияла на выбор Ковшаровым по окончании университета профессии адвоката.
Окончив университет в 1903 году, служил помощником присяжного поверенного в Одессе. По некоторым данным,  участвовал в политических процессах большевиков и анархистов на стороне защиты.
В 1906 году переехал в Санкт-Петербург. В столице Ковшаров служил помощником присяжного поверенного Ксаверия Ивановича Валицкого.
В 1908 году он был зарегистрирован в качестве присяжного стряпчего при столичном коммерческом суде.
С 1911 года состоял присяжным поверенным Санкт-Петербургского округа Судебной палаты. Связи с одесской адвокатурой Ковшаров не терял. Пригласил к себе в качестве помощников присяжного поверенного одесситов Григория Александровича Гольдштейна и Ипполита Ефимовича Лермана (расстрелян в 1937 году).
Во время своей адвокатской деятельности он вел имущественные дела церковных организаций, несколько раз выступал в качестве защитника в политических процессах.
С 1907 по 1912 год — помощник юрисконсульта Александро-Невской лавры Василия Соколова.
После Февральской революции 1917 года принимал участие в возрождении Партии народных социалистов.
С 1918 года — член Духовного собора и юрисконсульт лавры.
Весной 1918 года на Петроградском епархиальном съезде духовенства и мирян был избран комиссаром по епархиальным делам «для представительства и защиты общих прав и интересов» Петроградской епархии.
Ковшаров, ранее защищавший революционеров от царского правительства, теперь защищал Церковь, её служителей и имущество от новой власти. Он активно препятствовал закрытию церквей. Такое противодействие Ковшарова антирелигиозной политике властей не оставалось незамеченным.
Был среди членов правления Общества православных приходов Петрограда и губернии, которые выступали за компромисс с властями по вопросу о помощи голодающим. 6 марта 1922 года сопровождал митрополита Вениамина в Смольный на переговоры об изъятии церковных ценностей с членами комиссии «Помгола» Петроградского Совета, на которых представителям Церкви удалось достичь консенсуса с «Помголом».

## Суд и мученическая смерть
В марте 1922 года был арестован и с 10 июня 1922 года был одним из основных подсудимых на Петроградском «процессе по делу о сопротивлении изъятию церковных ценностей».
Характеризовался как человек умный, убеждённый, решительный. По словам протопресвитера Михаила Польского, Ковшаров, «с первой же минуты процесса, ясно предвидевший его неизбежный финал, давал на поставленные ему вопросы хладнокровные, меткие по смыслу и часто едкие по форме ответы». В своём выступлении подробно разобрал доводы обвинения, виновным себя не признал и закончил словами: «Для братской могилы в шестнадцать человек материала для обвинения мало» (обвинение требовало 16 смертных приговоров).
Был приговорён к смертной казни. Расстрелян вместе с митрополитом Вениамином (Казанским), архимандритом Сергием (Шеиным) и профессором Юрием Новицким.
Реабилитирован посмертно постановлением Президиума Верховного суда РСФСР 31 октября 1990 года.
Причислен к лику святых как новомученик в 1992 году на Архиерейском соборе Русской Православной Церкви.

## Комментарии
1. ↑   С 21 мая 1911 года. Помощниками у него были: с 8 октября 1911 года — Г. А. Гольдштейн — и с 18 декабря 1913 года — И. Е. Лерман, ранее состоявший в Одесском округе. См.: Список присяжных поверенных округа Санкт-Петербургской судебной палаты и их помощников к 31 января 1914 г.. — СПб., 1914. — С. 132.